# Association de la presse républicaine départementale
L'Association de la presse républicaine départementale a été fondée en 1879 à Paris par le journaliste Edgar Monteil.
L'Association a été créée pour "augmenter l’autorité, l’influence et la dignité de la corporation", dans le sillage de la création deux ans plus tôt de l’Association de la critique dramatique et musicale en 1877, elle aura parmi ses dirigeants Amédée Marteau, le fondateur et le premier directeur, qui est par ailleurs rédacteur en chef du Journal de Rouen. Son successeur immédiat est Léon Brière.
C'est aussi la composante la plus importante et la plus militante du Syndicat de la presse quotidienne départementale, créé en janvier 1870. Les journaux départementaux veulent une extension du réseau télégraphique français, long de 51600 kilomètres en 1875. Elle obtient en 1878 un tarif réduit pour les dépêches transmises de 16H à 10H par le télégraphe.
L'année suivant la création de l'APRD est fondée l'Association syndicale professionnelle des journalistes républicains français, conçue comme une société de secours mutuel, financée par les cotisations, des dons et des loteries. L’ASPJRF, nettement plus à gauche que l’APRD, compte des anciens Communards parmi ses adhérents. D’autres regroupements apparaissent ensuite: l'Association de la presse monarchique et catholique des Départements (APMCD) et l'Association de la Presse départementale plébiscitaire (APDP), basés sur des critères d’appartenance idéologiques, politiques ou spirituels.
La création de ces associations "accompagne la victoire électorale et institutionnelle d'un républicanisme de combat", selon l'historien de la presse Laurent Martin. Elle va favoriser l'augmentation du nombre des journalistes, selon la même source : 2000 "écrivains de presse" en 1885, 5400 en 1895 et 6000 en 1910, selon l'annuaire de la presse.
En 1885, l'Association de la presse républicaine départementale est à l'instigation de la création de l'Agence télégraphique républicaine